# Passavant-la-Rochère
Passavant-la-Rochère este o comună franceză situată în departamentul Haute-Saône, în regiunea culturală și istorică Franche-Comté și în regiunea administrativă Burgundia-Franche-Comté. 

## Geografie
Passavant-la-Rochère este comuna cea mai nordică din regiunea Franche-Comté și din departamentul Haute-Saône.

### Comune limitrofe
| Claudon (Vosges)     | Hennezel (Vosges) | Ambiévillers        |
| Martinvelle (Vosges) |                   | Pont-du-Bois Selles |
| Vougécourt           | Demangevelle      | La Basse-Vaivre     |

### Clima
În 2010, climatul comunei este de tip climat semicontinental, conform unui studiu al Centrului Național de Cercetare Științifică bazat pe o serie de date din perioada 1971-2000. În 2020, Météo-France publică o tipologie a climei din Franța metropolitană în care comuna se află într-un climat semi-continental și este în regiunea climatică Lorraine, plateau de Langres, Morvan, caracterizată de ierni aspre (1,5 °C), vânturi moderate și cețuri frecvente în toamnă și iarnă.
Pentru perioada 1971-2000, temperatura medie anuală este de 10 °C, cu o amplitudine termică anuală de 17,1 °C. Cumulul anual mediu de precipitații este de 972 mm, cu 13,7 zile de precipitații în ianuarie și 9,7 zile în iulie. Pentru perioada 1991-2020, temperatura medie anuală observată la stația meteorologică Météo-France cea mai apropiată, „Venisey”, situată în comuna Venisey la 16 km în linie dreaptă, este de 11 °C și cumulul anual mediu de precipitații este de 850,7 mm. Temperatura maximă înregistrată la această stație este de 39,7 °C, atinsă pe 25 iulie 2019; temperatura minimă este de −17,4 °C, atinsă pe 30 decembrie 2005.
Parametrii climatici ai comunei au fost estimați pentru mijlocul secolului (2041-2070) conform diferitelor scenarii de emisie de gaze cu efect de seră, bazate pe noile proiecții climatice de referință DRIAS-2020. Aceștia pot fi consultați pe un site dedicat publicat de Météo-France în noiembrie 2022.

## Urbanism

### Tipologie
La 1 ianuarie 2024, localitatea este categorisită ca o comună rurală cu habitat dispersat, conform noii grile comunale de densitate cu șapte niveluri definită de INSEE (Institutul Național de Statistică și Studii Economice) în 2022. Este situată în afara unităților urbane și în afara zonei metropolitane a orașelor.

### Utilizarea terenului
Ocuparea terenurilor din comună, așa cum reiese din baza de date europeană de ocupare biogeofizică a terenurilor Corine Land Cover (CLC), este marcată de importanța pădurilor și a mediilor semi-naturale (63,5 % în 2018), o proporție sensibil echivalentă cu cea din 1990 (63,4 %). Repartizarea detaliată în 2018 este următoarea: păduri (59,6 %), pajiști (21 %), terenuri arabile (10,9 %), medii cu vegetație arbustivă și/sau ierboasă (3,9 %), zone urbanizate (3,4 %), zone agricole eterogene (1,2 %). Evoluția ocupării terenurilor în comună și a infrastructurilor sale poate fi observată pe diferitele reprezentări cartografice ale teritoriului: harta Cassini (secolul XVIII), harta de stat-major (1820-1866) și hărțile sau fotografiile aeriene ale IGN pentru perioada actuală (1950 până în prezent).

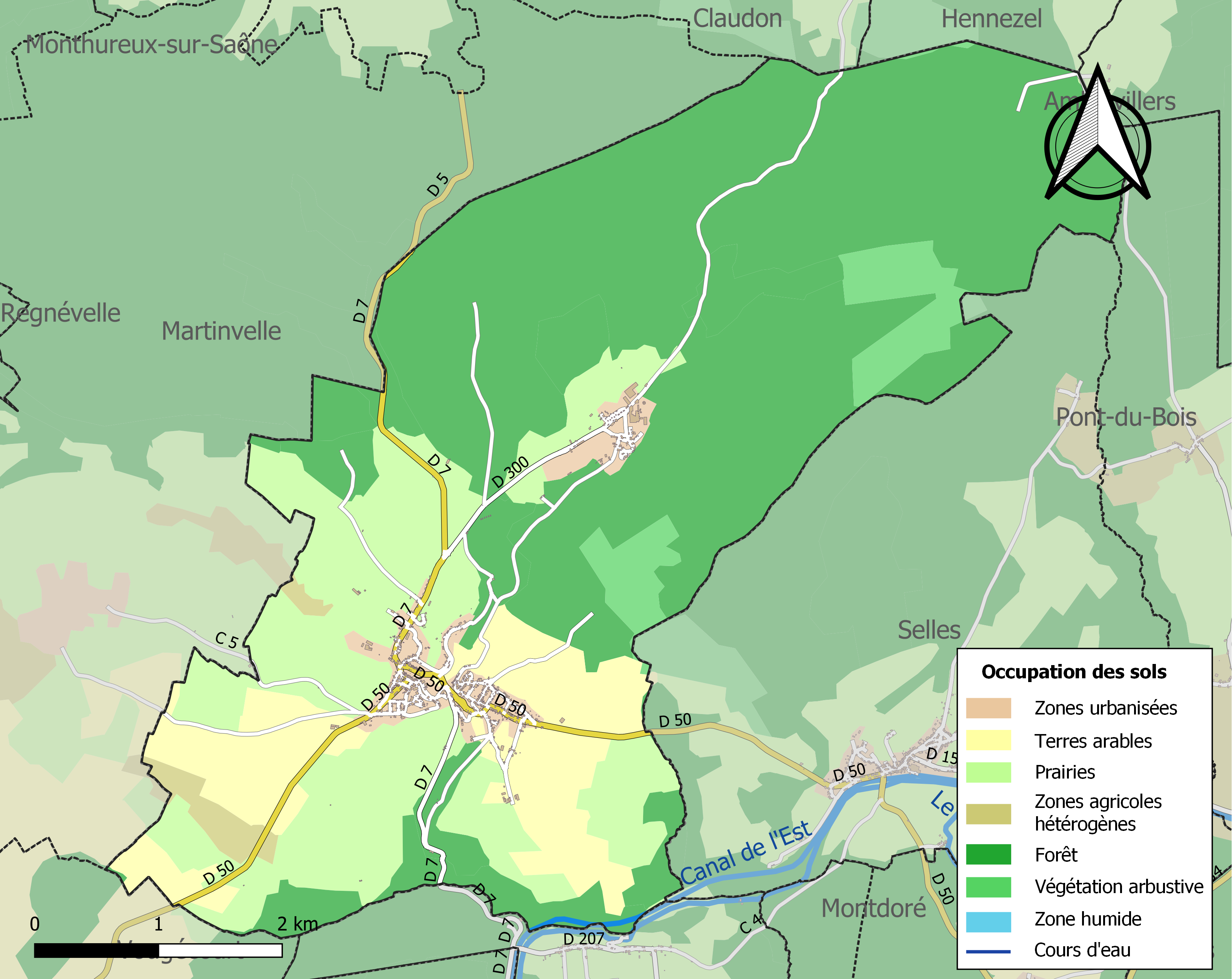
Harta infrastructurii și utilizării terenului a comunei în 2018 (CLC).

## Toponimie
În toponimie, "passavant", în franceza veche, ar putea avea sensul de „superior, situat în sus” în raport cu văile. Imperativul din oïl "passe avant" înseamnă „să ai mai multă valoare, să fii superior”, probabil utilizat pentru a desemna avantajos o fortificație.
Pentru Passavant-la-Rochère și Passavant-en-Argonne, legătura ar putea fi directă cu strigătul de război al contelui de Champagne „Passe avant li meillor” („Să treacă înainte cel mai bun”). Nobilii champenois de Passavant și-au câștigat porecla datorită faptelor lor de vitejie militară și au dat numele lor pământurilor pe care le-au stăpânit.
La Rochère este numele unui cătun; nu există forme vechi cunoscute; probabil derivat din franceza veche "rochere" („stâncă”). Este un toponim care desemnează o stâncă mică, termenul "roche" având cel mai des în toponimie sensul de fortăreață construită pe o stâncă.

## Istorie
În pădure au fost descoperite urmele drumului roman care mergea de la Besançon la Vosges, trecând prin Scey-sur-Saône și Corre.
Încă din primul sfert al secolului al XVII-lea și pentru o anumită perioadă, comuna a avut o vocație industrială, existând o intreprindere metalurgică.
Passavant a fost mult timp contestat și disputat între Comitatul Burgundia și Ducatul Lorena. Inițial atașată departamentului Vosges, comuna a obținut rapid atașarea sa la Haute-Saône printr-o lege din 3 august 1790.

## Politică și administrație

### Legături administrative și electorale
Comuna face parte din arondismentul Lure din departamentul Haute-Saône, în regiunea Burgundia-Franche-Comté. Pentru alegerea deputaților, depinde de prima circumscripție a Haute-Saône.
Comuna face parte din cantonul Jussey din 1801. În cadrul reorganizării cantonale din 2014 în Franța, teritoriul acestui canton s-a extins, crescând de la 22 la 65 de comune.

### Intercomunalitate
Passavant-la-Rochère a fost membră a comunității de comune Saône et Coney, creată la 26 decembrie 2002.
În cadrul schemei departamentale de cooperare intercomunală aprobată în decembrie 2011 de prefectul Haute-Saône, și care prevedea în special fuziunea acestei intercomunalități, a comunității de comune Saône et Coney și a comunității de comune Val de Semouse, comuna este membră a comunității de comune de la Haute Comté din 1 ianuarie 2014.

## Populația și societatea

### Date demografice
În 2021, comuna Passavant-la-Rochère avea 551 de locuitori. Începând cu secolul XXI, recensămintele reale ale comunelor cu mai puțin de 10.000 de locuitori au loc la fiecare cinci ani. Celelalte „recensăminte” sunt estimări.
| An        | 1793 | 1821 | 1841 | 1856 | 1872 | 1886 | 1901 | 1921 | 1936 | 1962 | 1982 | 2006 | 2015 | 2021 |
| --------- | ---- | ---- | ---- | ---- | ---- | ---- | ---- | ---- | ---- | ---- | ---- | ---- | ---- | ---- |
| Populație | 1010 | 1160 | 1469 | 1558 | 1540 | 1862 | 1380 | 1215 | 1298 | 1220 | 1095 | 725  | 616  | 551  |

## Locuri si monumente
Se pot vedea rămășițele unei fortărețe numite „camp des Suédois”, datând din timpul Războiului de Treizeci de Ani, iar pietrele zidurilor sale au fost folosite la construcția satului. Passavant-la-Rochère deține cea mai veche fabrică de sticlărie tradițională din Franța, fondată în 1475. Aceasta a fost înființată de către nobili sticlari veniți din Boemia pentru a-și practica arta în pădurea de Darney și în valea Ourche. Atrage mai mult de 120.000 de vizitatori pe an.
Viaductul, biserica (care conține în special o statuie a Fecioarei Apocalipsei din secolul al XVIII-lea), castelul, turnurile fostului castel, fabrica de sticlărie de La Rochère (cea mai veche fabrică de sticlărie în activitate din Franța), sala polivalentă (fostă fabrică de țiglă), Lacul Neuf și capela Saint-Antoine.

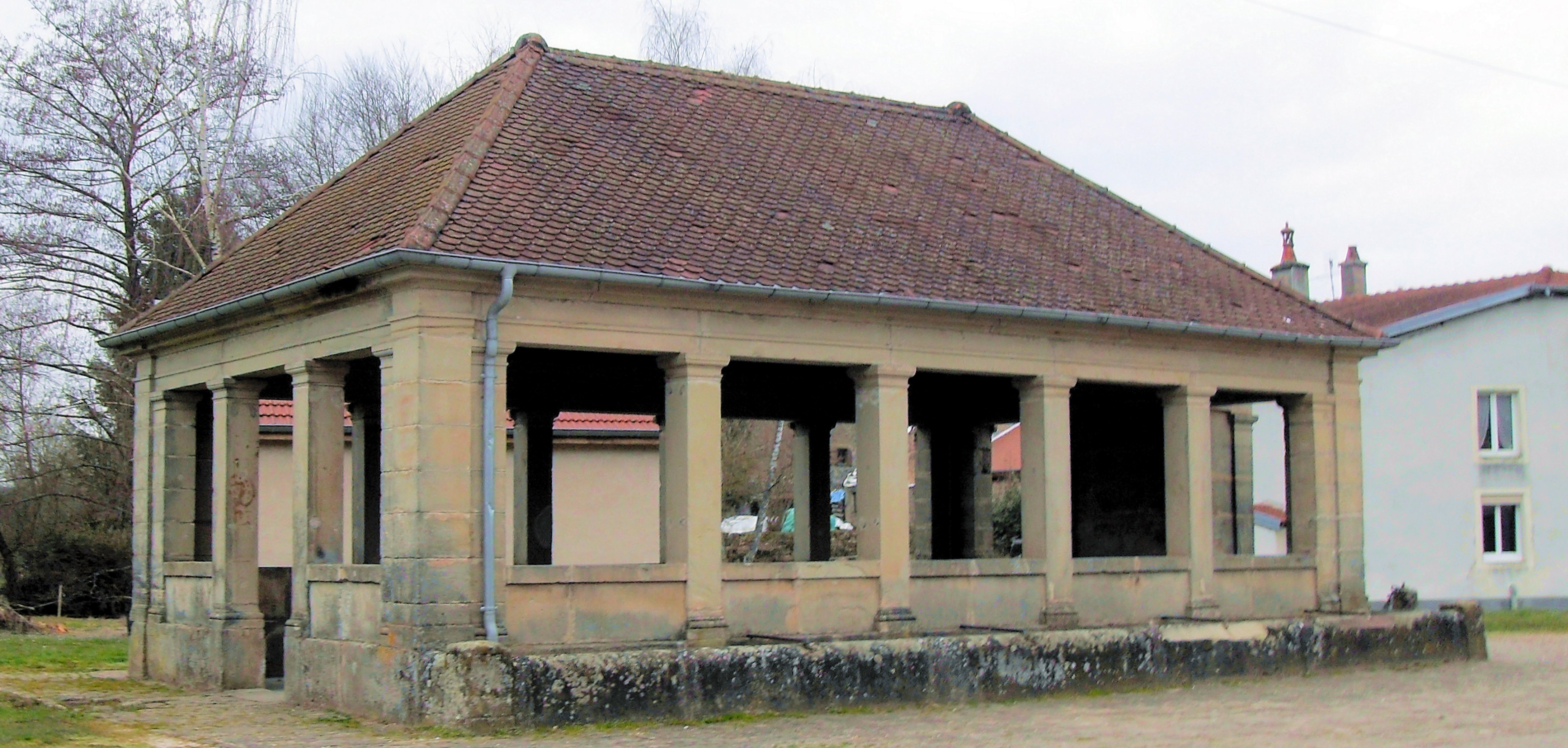
Spălătorie.
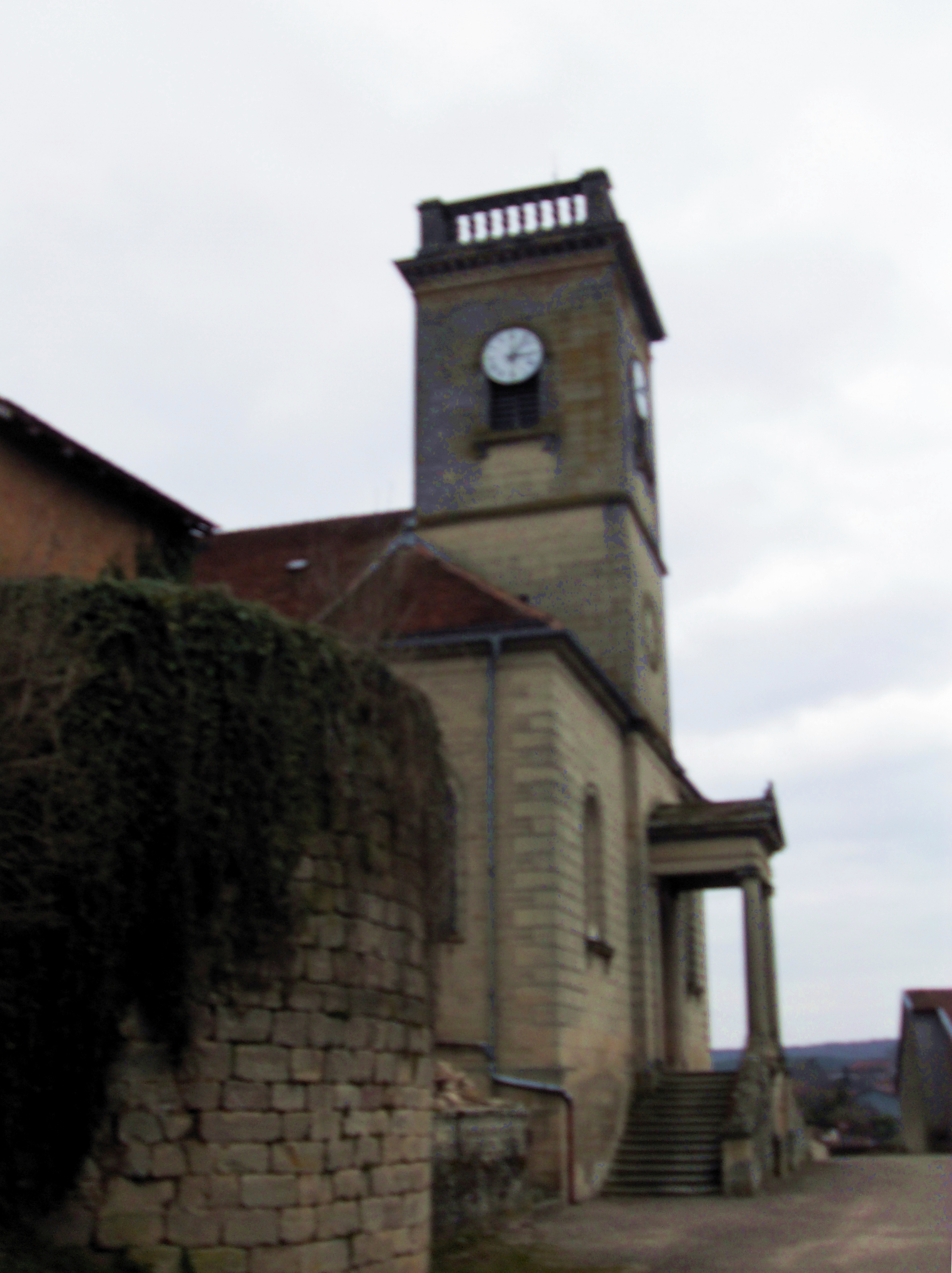
Biserica Notre-Dame.
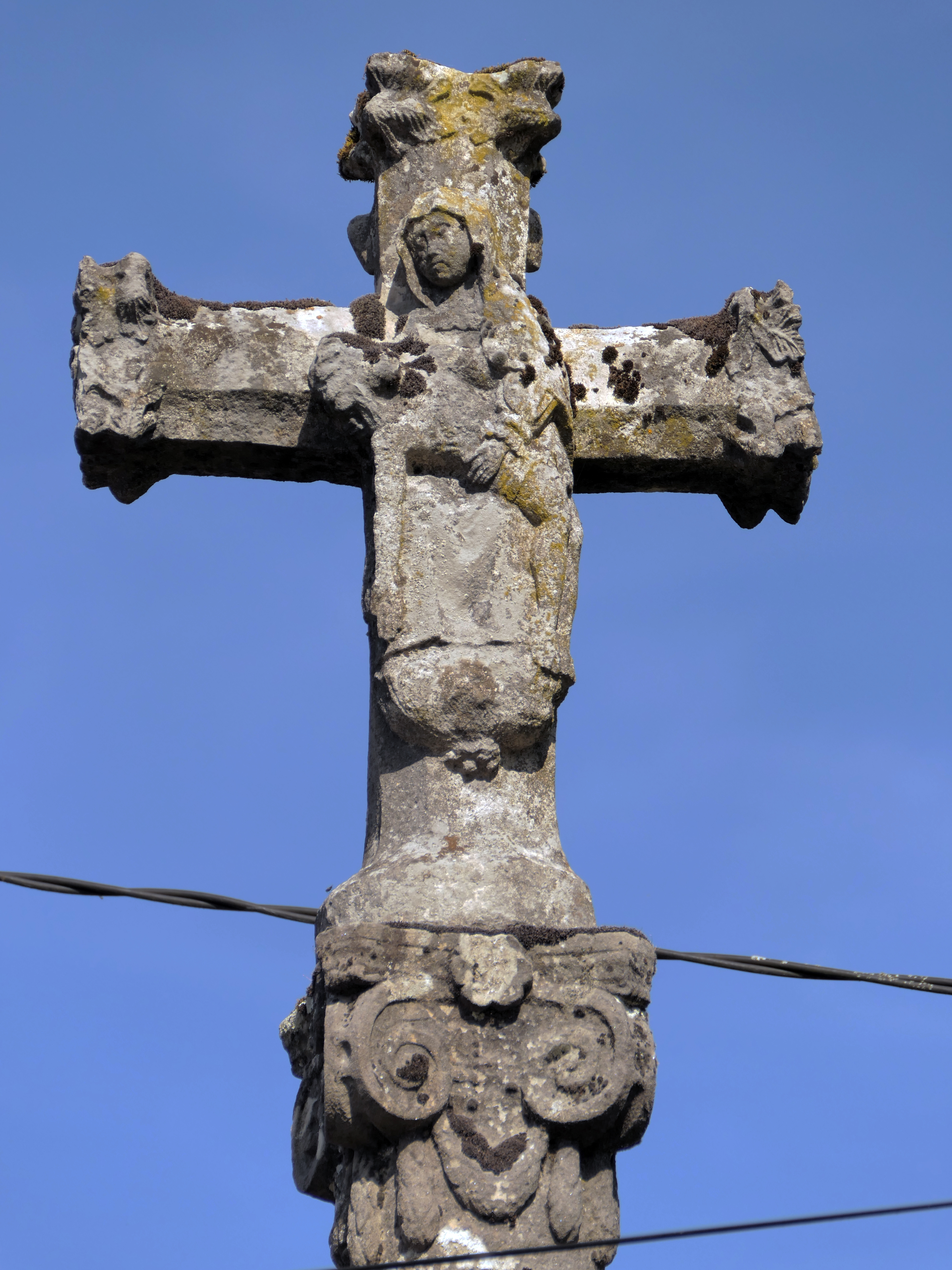
Crucea de piatră
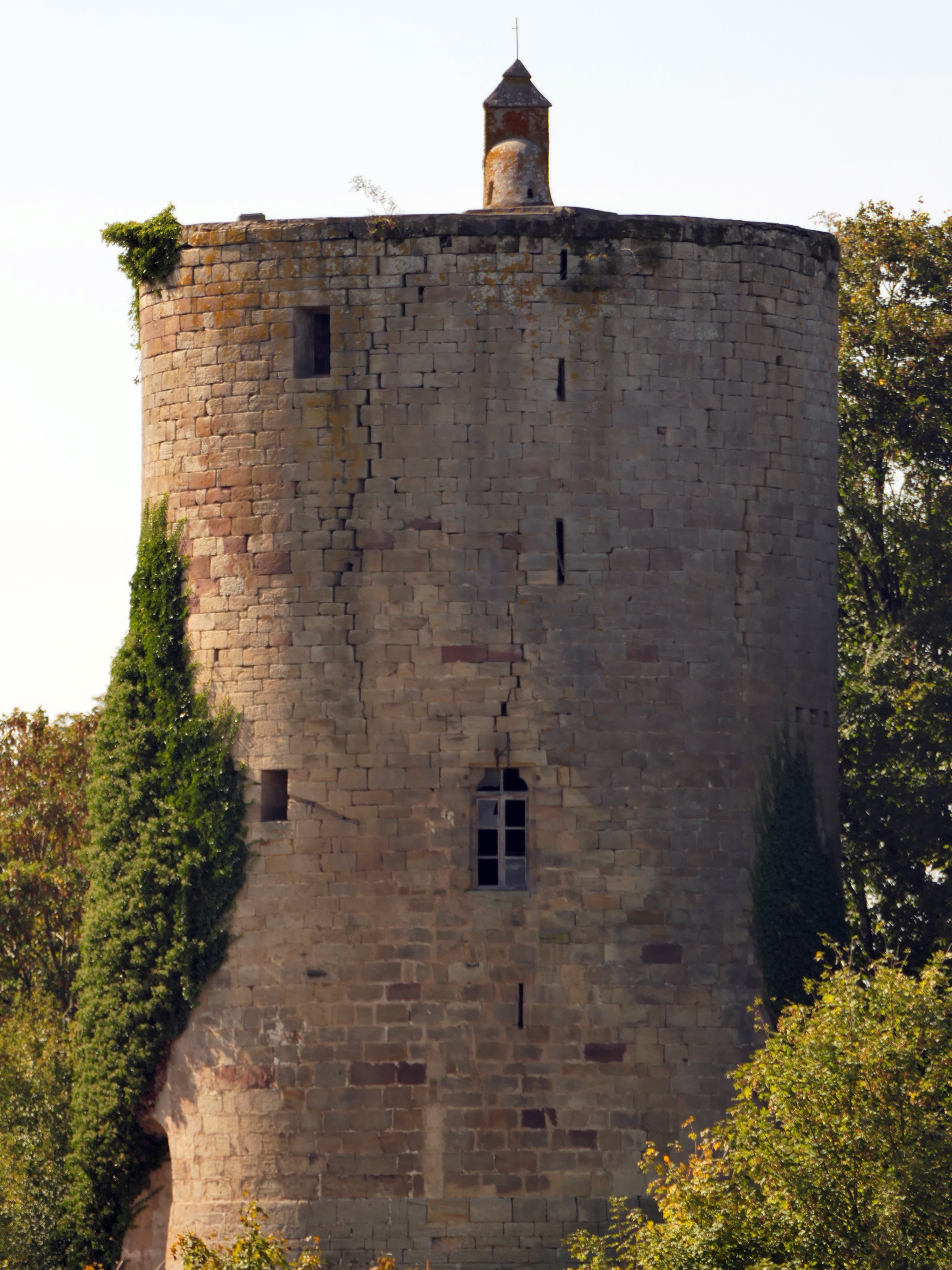
Turnul medieval
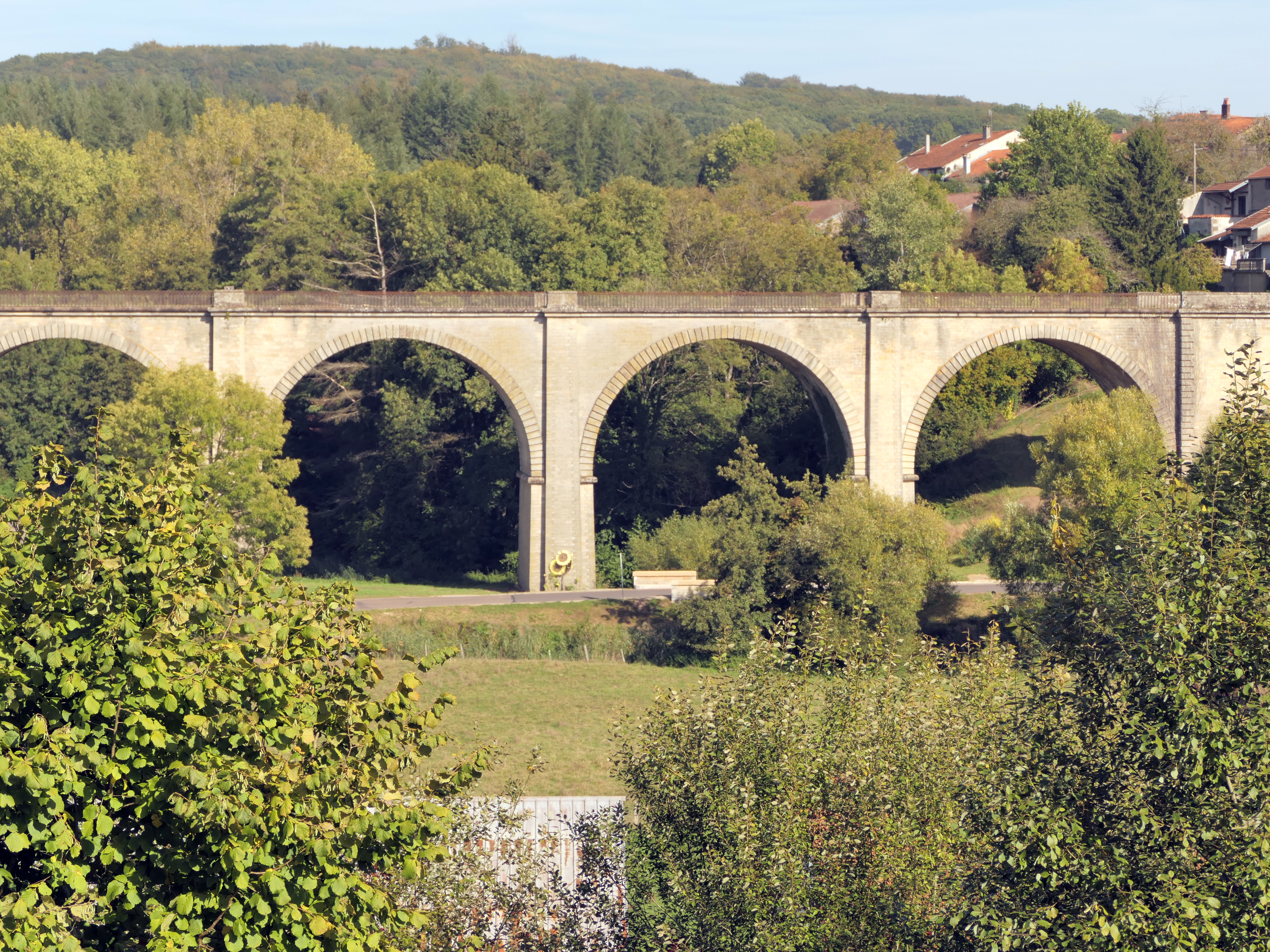
Apeduct